# Gonioscelis punctipennis
Gonioscelis punctipennis är en tvåvingeart som beskrevs av Engel 1925. Gonioscelis punctipennis ingår i släktet Gonioscelis och familjen rovflugor. Inga underarter finns listade i Catalogue of Life.